# トーマス・グレシャム

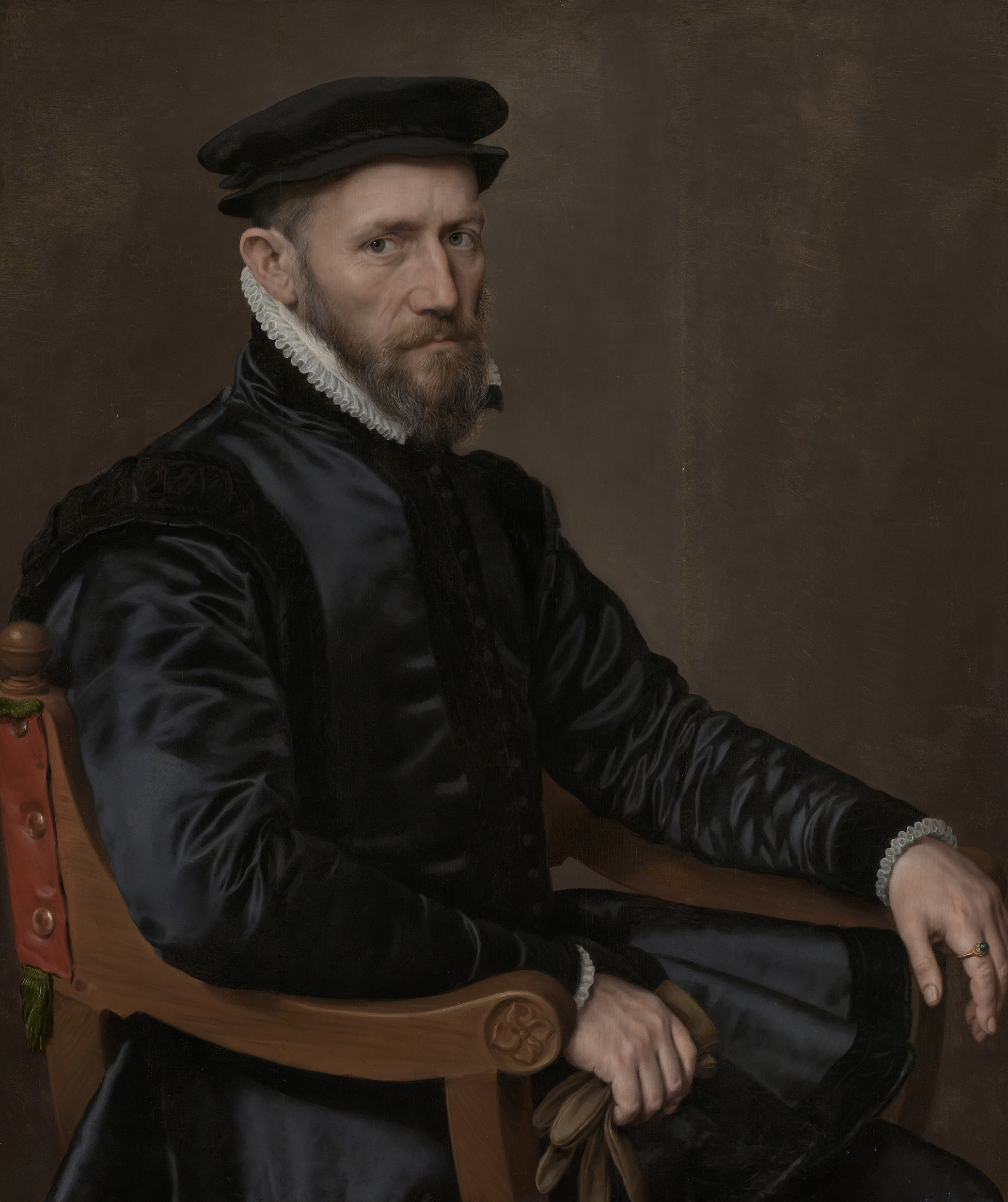
トーマス・グレシャムの肖像画

サー・トーマス・グレシャム（Sir Thomas Gresham, 1519年 - 1579年11月21日）は、イギリスの財政家、貿易商。

## 経歴
ロンドンで生まれ、ケンブリッジ大学卒業後、商人である叔父の仕事を手伝うようになった。商才に長けており、晩年はイギリスで指折りの富豪になった。1551年、エドワード6世によって王室金融代理人に任命され、王室の海外負債管理の任務を託された。そして、アントウェルペンの取引所において金融操作手腕を発揮し、この負債の大部分を清算した。1559年にエリザベス1世からナイトの称号を与えられた。
王室金融代理人として海外に在職中、グレシャムはイギリスの通貨価値が他国の通貨価値に比べて低いために職務遂行が困難になるという事態に直面した。その原因は、通貨の改鋳で品質を落としたことにあると考え、エリザベス1世にイギリスの通貨の品質を元に戻すように提言した。「悪貨は良貨を駆逐する」という現象を身をもって体験したのである。この経済学の原理はグレシャムの観察より相当古くから知られていたことだが、後になってグレシャムの法則として一般に広まった。
1566年、グレシャムはロンドンに為替取引所（1571年に王立取引所と改称）を設立し、資金面で協力した。また、彼の意志をうけてロンドンに高等教育機関が設立され、のちにグレシャム大学と名づけられた。